# アニー・リーボヴィッツ
アニー・リーボヴィッツ（Annie Leibovitz、本名：Anna-Lou Leibovitz、1949年10月2日 - ）は、アメリカ合衆国の写真家。

## 来歴・人物
コネチカット州ウォーターバリー出身。父親はルーマニア系ユダヤ人の空軍大佐。母親はエストニア系ユダヤ人のモダン・ダンスの教師。サンフランシスコ・アート・インスティチュートで絵画を学びながらローリング・ストーン誌で働く。
1973年にローリング・ストーン誌のチーフ・カメラマンとなり、1975年にザ・ローリング・ストーンズのツアー撮影を手掛け、一躍有名になる。1980年にジョン・レノンと妻オノ・ヨーコの写真を撮影。この数時間後にジョンは暗殺され、写真はローリング・ストーン誌のジョン・レノン追悼号の表紙となった。
1983年にヴァニティ・フェア誌に移籍。1991年にデミ・ムーアの妊婦姿のヌードが表紙を飾り、論争となる。
1998年にヴォーグ誌に移籍、ファッション関連の仕事も始める。
私生活では、1989年にエッセイストのスーザン・ソンタグと出会い、スーザンの亡くなる2004年まで親密な関係にあった。3人の子供がいる。2001年10月、52歳でSarah Cameron Leibovitz を出産。2005年5月に生まれた双子(Susan と Samuelle)は代理母の出産である。

## 受賞歴
- 2013年：アストゥリアス皇太子賞コミュニケーションおよびヒューマニズム部門

## 日本で出た著作
- 『アメリカの神々 アニー・リーボビッツ写真集』福武書店 1984